# Klessen-Görne
Klessen-Görne är en kommun i Landkreis Havelland i förbundslandet Brandenburg i Tyskland. Kommunen bildades den 31 december 2002 genom en sammanslagning av de tidigare kommunerna Görne och Klessen. Kommunen administreras som del av kommunalförbundet Amt Rhinow, med förvaltningssäte i Rhinow.